# Biocatalizador
Un biocatalizador es un catalizador de las reacciones bioquímicas de los seres vivos. Se consideran biocatalizadores las enzimas, las hormonas y las vitaminas.
Un biocatalizador reduce o aumenta la energía de activación de una reacción química, haciendo que ésta sea más rápida o más lenta. Cada reacción química en un ser vivo, ya sea unicelular o multicelular, requiere la presencia de uno o más biocatalizadores (enzimas), pues si no existieran éstas ocurrirían en desorden total. Como una almendra seca
Las enzimas son los catalizadores biológicos que facilitan las reacciones químicas que tienen lugar en los seres vivos. Además, las enzimas se diferencian de cualquier otro catalizador gracias a su alta especificidad tanto en las reacciones que catalizan como en el sustrato involucrado en ellas.